# Apostata
Apostata is een zevendelige stripreeks van Ken Broeders over de Romeinse keizer Julianus de Afvallige. De roman Julian van Gore Vidal (1964) gaf de aanzet tot het maken van de reeks. Voor het historische verhaal nam Broeders Ammianus Marcellinus als eerste leidraad, terwijl de Nederlandse re-enactors van Fectio hem hielpen allerlei details waarheidsgetrouw in te vullen. Dit neemt niet weg dat er ook fictieve personages en gebeurtenissen verweven zijn in het verhaal.
Het eerste deel van Apostata won de Stripvos 2010 van de Vlaamse Onafhankelijke Stripgilde voor het beste Nederlandstalige album.

## Personages (selectie)
- Julianus: De hoofdpersoon van de strip is de man die als aspirant-filosoof zijn gevaarlijke verwantschap met de keizer overleefde, om in 355 caesar te worden en als keizer het Romeinse Rijk te regeren van november 361 tot juni 363. Hij ontnam het christendom de status van staatsgodsdienst en begunstigde het wegkwijnende heidendom, maar sneuvelde in Perzië.
- Constantius II: De regerende keizer onttrekt zijn neef Julianus aan zijn studies en ziet te laat een rivaal in hem. Constantius overlijdt aan ziekte terwijl hij tegen Julianus optrekt, maar benoemt hem op zijn sterfbed tot opvolger.
- Helena: Zuster van Constantius die door hem aan Julianus wordt uitgehuwelijkt. Ze probeert vriendschap te sluiten met Primigenia, maar wordt uit jaloezie door haar vergiftigd terwijl ze Julianus' kind draagt.
- Primigenia: Fictief personage. Dochter van Lucius Calso Scraubus, die haar wegens gokschulden uithuwelijkt aan de rijke Livius Tremalchio. Een ontmoeting met Julianus wekt wederzijdse interesse, maar de getrouwde caesar wijst haar af, waarna ze zich gedwongen ziet Tremalchio te aanvaarden. Ze slaagt erin hem heimelijk te vergiftigen en daarna ook Helena, maar opnieuw wijst Julianus haar af. Primigenia keert dan terug naar haar ouderlijk huis, dat te vuur en te zwaard wordt aangevallen door keizerlijke agenten die Helena willen wreken. Met Milius slaagt ze erin de aanvallers om te brengen, waarna ze zich in de vlammen stort.
- Milius: Fictief personage. Als soldaat leert hij Julianus zwaardvechten en wordt hij zijn lijfwacht en vertrouweling.
- Oribasius: Griekse lijfarts van Julianus. Biseksueel met liefde voor uitspattingen.
- Sallustius: Officier van Julianus in Gallië.
- Ecebolius: Officier van Julianus. Sterft bij de ontsnapping van Eusebius.
- Chnodomar: Koning van de Alamanni. Hij steekt de Rijn over en verwoest Keulen, maar wordt door Julianus verslagen bij Straatsburg. Hij sterft in gevangenschap.
- Eusebius: Hofkanselier van Constantius. Intrigant die zich verrijkt en moorden heeft beraamd op onder meer de vader en broer van Julianus. Als Julianus aan de macht komt laat hij de corpulente eunuch opsluiten in Constantinopel, maar met behulp van twee hunnenzonen ontsnapt hij naar zijn paleis in Neshrakavan (fictieve Armeense stad gecalqueerd op Arshakavan). Hij wordt er verpletterd in een aardbeving.
- Placidia de Zieneres: Jonge vrouw die door Maximus gebruikt wordt voor illusionistische religieuze vertoningen en daarna gevangen wordt gehouden door de rode heks, zuster van Chnodomar, die haar de veronderstelde zienersgeheimen wil ontfutselen. Ze wordt bevrijd door Milius.
- Borvo de Zwarte: Gifmenger wiens poeder het leven kost aan Tremalchio en Helena. In dienst van Arbaces schakelt hij bijna Milius uit, maar hij wordt zelf afgemaakt.
- Maximus: Oude mentor van Julianus die Placidia inzet als 'zieneres'. Hij droomt ervan het heidendom te herstellen.
- Generaal Barbatio: Aanvoerder die door Constantius wordt uitgestuurd om Julianus hulp voor te spiegelen tegen de Alemanni. Zijn werkelijke opdracht is zich afzijdig te houden en pas na de verwachte nederlaag van Julianus het gevecht aan te gaan met de verzwakte tegenstand.
- Faustina: Vrouw die zwanger raakt van Constantius. Hij laat zijn echtgenote vermoorden in de hoop op een opvolger, maar ze baart een dochter.
- Paulus Catena: Gewetenloze agent van Constantius die zijn slachtoffers foltert met kettingen.
- Arbaces: Slaaf en spion van Eusebius, afkomstig uit Neshrakavan. Hij veroorzaakt de val van Julianus' broer Gallus, met wie hij het bed deelt. Hij gebruikt Primigenia om de zwangerschap van Helena te aborteren, maar ze sterft. Arbaces valt hierdoor in ongenade bij Constantius en Eusebius kan hem niet beschermen.
- Prins Neshrak: Armeense prins en stichter van Neshrakavan. Pion in handen van Eusebius die belust is op de troon van de Armeense koning Arsaces. Neshrak raakt bedolven tijdens een aardbeving en wordt afgemaakt door Araxi, de seksueel misbruikte dochter van een vazal.
- Shapur II: Perzische koning die Julianus verslaat.
- Hormisdas: Perzische prins die verjaagd is door Shapur en aan diens troon zaagt.
- Lydia: Kamermeid van de keizerin. De oude vrouw wordt naar Hormisdas gestuurd en bezorgt Julianus het manuscript waarin de keizerin de wandaden van Constantius en Eusebius heeft bijgehouden.
- Navideh: Parthische pleegdochter van Hormisdas
- Rak(h)shad: Slavin van Navideh. Ze gaat met Milius naar Neshrakavan om Eusebius te doden.
- Flavius Jovianus: Bevelhebber van Constantius die na diens dood zijn leger overgeeft aan Julianus. Hij wordt hoofd van de keizerlijke paleiswacht, maar intrigeert als christen tegen zijn broodheer.
- Gregorius van Nazianze: Kerkvader die met Julianus studeerde in Athene. Verzet zich tegen diens degradatie van het christendom maar kan zich er niet toe brengen hem te doden.
- Libanius: Retoricus die les gaf aan Julianus in Athene. Het herstel van het heidendom waar zijn keizerlijke vriend van droomt, acht hij gevaarlijk.

## Historiek
Bij de start van Apostata had Broeders acht delen in gedachten. De eerste vier albums verschenen bij Standaard Uitgeverij, op een kleiner formaat dan door de auteur gewenst. Toen Standaard afhaakte, kwam het vijfde album uit bij Medusa op groter formaat. Daarna kon Broeders de reeks, ingekort tot een zevenluik, tot een goed einde brengen bij INdruk. Hij financierde het laatste deel met eigen middelen door onder meer handgeschilderde tegeltjes te verkopen. BD Must bracht een Franse vertaling van de volledige Apostata uit (2012-2018). Voor de tweede helft van de Franse albums werd met succes beroep gedaan op crowdfunding.

## Albums
1. De purperen vloek, 2009
2. De heks, 2010
3. Argentoratum, 2011
4. Paulus Catena, 2012
5. Caesar Augustus, 2013
6. Neshrakavan, 2014
7. Niets meer dan een wolk, 2016

Bij de Franse uitgave verscheen een historische brochure van 24 bladzijden, geredigeerd door Michel Éloy (Flavius Claudius Julianus, 2012).